# イオンド大学高等学院
イオンド大学高等学院（イオンドだいがくこうとうがくいん）とはイオンド大学付属のフリースクール。
メールや郵便による通信教育と個人指導やクラス指導を行う通学教育を行っており、卒業後はイオンド大学へ優先的に入学できるが、日本国の文部科学省所管の大学への進学を希望する者を対象としたプログラムも用意されていると称している。しかし、実際には認可を受けていないにもかかわらず、米国ハワイ州の認可を受けた公認の大学の付属機関であるかのように見せかけていたため、ハワイ州消費者保護局によりハワイ州法違反で訴追された。
この裁判で課された制裁金20,000ドルを払わなかったため強制解散措置を取られ米国での拠点を失い、現在はフィリピンの大学の名誉博士号の取り扱いをしているのみである。イオンド高等学院の校舎として使われている写真も今はただの民家であり、写真のような青色の校舎は実在しない。